# Batalha de Genava
Batalha de Genava foi uma batalha travada em 58 a.C. bem no começo das Guerras Gálicas em algum local entre o Ródano e a moderna cidade de Genebra entre as forças da República Romana lideradas por Júlio César e os helvécios. O resultado foi uma vitória romana.

## História
Entre os acordos firmados entre os triúnviros Júlio César, Pompeu e Crasso estava o de que César seria procônsul da Ilíria e das Gálias (Cisalpina e Transalpina). A migração dos helvécios para o oeste depois de terem sido desalojados pelas tribos germânicas foi o pretexto utilizado por César para iniciar uma guerra de conquista na região.
Migrando em massa, os helvécios queimaram propriedades e colheitas que não conseguiam levar consigo, convenceram os ráuracos, tulingos e latóbrigos a se unirem a eles e ainda receberam os boios que vinham de Noreia. Este enorme multidão humana chegou ao Ródano em 28 de março e ali seus líderes discutiram qual seria o caminho a seguir: a primeira opção era avançar pelo território dos sequanos (aliados de Roma) e a segunda, pelo dos alóbroges (conquistados por Roma). A decisão foi pela segunda. Quando soube da invasão, César mobilizou a Legio X e, com marchas forçadas, os romanos chegaram em Genava em 2 de abril com o objetivo de dificultar a travessia do rio. De Aquileia vinham também outras três legiões, a VII, VIII e a IX. Em Narbona mais duas estavam em treinamento (XI e XII).[carece de fontes?]
Os helvécios enviaram embaixadores a César para solicitar direito de passagem e ele respondeu que gostaria de esperar até 13 de abril. Ele não tinha intenção nenhuma de permitir uma migração em massa pelo território romano e conhecia bem a história do cônsul Lúcio Cássio Longino, derrotado em circunstâncias similares na Batalha de Burdígala em 107 a.C.. Este tempo foi utilizado para construir um muro de cinco metros de altura e uma trincheira com 28 quilômetros de comprimento entre o rio e o lago Léman com vários fortes para bloquear a passagem dos helvécios. Ao chegar a data combinada, César recusou o pedido e ameaçou usar a força se a migração continuasse. Os helvécios tentaram forçar a travessia, mas inúmeros dardos lançados dos fortes os obrigaram a recuar. 
Depois dessa derrota inicial, os migrantes decidiram pela primeira opção e invadiram o território dos sequanos com César, reforçado por sua legiões, no encalço.